# Hoploscopa anamesa
Hoploscopa anamesa là một loài bướm đêm trong họ Crambidae.